# Samokov
För andra betydelser, se Samokov (olika betydelser).
Samokov är en stad i kommunen Obsjtina Samokov och regionen Sofijska oblast i sydvästra Bulgarien. Staden hade år 2008 ungefär 28 150 invånare. Det ligger 55 kilometer från huvudstaden Sofia. Tack vare att Samokov är en skidort finns flera förbindelser mellan Sofia och Samokov. Även mellan skidorten Borovets och Samokov finns en hel del förbindelser.

## Historia
Långt bak i tiden var Samokov ett viktigt centrum för hantverk och konst; bland annat kommer konstnären Zacharij Zograf från Samokov.
Under 1500- och 1600-talen var Samokov en viktig järnproduceringsplats. Under 1600-talet producerades hästskor och spik till Osmanska rikets armé. Det producerades också ankare och andra skeppstillbehör till bulgariska skepp och båtar. 

## Sport
Bulgariens enda kvarvarande backhoppningsbacke ligger i Samokov. Den är dock väldigt liten och också i starkt behov av renovering. En stor och modern sportarena i Samokov invigdes den 8 mars 2008. Den är till för basket, volleyboll, boxning, wrestling och judo. Den kostade 16 miljoner lev. En skidstadion för längdåkning finns också i Samokov. Dessutom finns stora skidområden för övriga skidsporter såsom alpint, snowboard och puckelpist

## Övrigt
Bergstoppen Samokov Knoll på Antarktis är döpt efter Samokov. 

## Kända personer som kommer ifrån Samokov
- Emil Zografski - backhoppare, deltagit i OS
- Petar Popangelov - utförsåkare
- Vladimir Brejtjev - backhoppare, deltagit i OS
- Vladimir Zografski - backhoppare, deltagit i världsmästerskap och i världscupen.